# Wolgograd-Arena
Die Wolgograd-Arena (russisch Волгоград Арена) ist ein Fußballstadion in der russischen Stadt Wolgograd. Die Spielstätte bietet Platz für 45.568 Besucher. Der Entwurf stammt von Gerkan, Marg und Partner (GMP Architekten) und PI Arena. In der Anlage fanden vier Gruppenspiele der Fußball-Weltmeisterschaft 2018 statt. Seit 2018 nutzt  der Fußballclub Rotor Wolgograd das Stadion.

## Geschichte
Das Stadion wurde auf dem Gelände des abgerissenen Zentralstadions, am Fuße des Mamajew-Hügels, in unmittelbarer Nähe zum Ufer der Wolga gebaut. Das ehemalige Stadion wurde 1958 auf dem Gelände eines ehemaligen Öldepots errichtet. Dieser Bereich war unentwickelt, besetzt durch zufällig verteilte, niedrigwertige Gebäude, Lagerhallen und Kasernen. Für den Bau waren über 16 bis 17 Milliarden Rubel veranschlagt.
Am 25. März 2018 wurde das Stadion von der FIFA für den Spielbetrieb freigegeben. Das erste Spiel fand am 21. April des Jahres zwischen Rotor Wolgograd und Lutsch-Energija Wladiwostok (4:2) statt. Die Partie sahen 19.421 Zuschauer.
Schon kurz nach der Eröffnung zeigten sich erste Schäden, nämlich Risse in Betonteilen. Ein möglicher Grund dafür ist, dass die Arena auf einem Feuchtgebiet errichtet wurde. Es gab Berichte von Bauteilen, die während des Baus einstürzten. Der Baukonzern Stroitransgas erklärte dazu in einer Stellungnahme, dass die Sicherheit der Besucher nicht gefährdet sei.
Die Arena war am 9. Mai 2018 Endspielort des russischen Fußballpokals 2017/18. Mit dem FK Tosno und Awangard Kursk trafen zwei Pokalfinalneulinge aufeinander. Die Partie gewann der FK Tosno mit 2:1 und feierte vor 40.373 Zuschauern seinen ersten Gewinn des russischen Pokals.
Am Tag des WM-Finales ereignete sich durch heftige Regenfälle ein Erdrutsch an einem Uferdamm am Stadion und verschüttete eine Straße. Sie wurde von mehreren Tonnen Erdreich bedeckt. Teile der Straße und Rohrleitungen wurden zerstört. Auch das Innere der Arena blieb von Schäden nicht verschont, die mehrtägige Reparaturarbeiten erfordern.

## Spiele der FIFA-WM 2018 in Wolgograd
In Wolgograd wurden während der FIFA-Fußball-Weltmeisterschaft 2018 vier Spiele der Gruppenphase ausgetragen.
| Datum         | Gruppe   | Mannschaft    | Mannschaft | Ergebnis  |
| ------------- | -------- | ------------- | ---------- | --------- |
| 18. Juni 2018 | Gruppe G | Tunesien      | England    | 1:2 (1:1) |
| 22. Juni 2018 | Gruppe D | Nigeria       | Island     | 2:0 (0:0) |
| 25. Juni 2018 | Gruppe A | Saudi-Arabien | Ägypten    | 2:1 (1:1) |
| 28. Juni 2018 | Gruppe H | Japan         | Polen      | 0:1 (0:0) |